# Міждисциплінарність
Міждисциплінарність (трансцисциплінарність) - це розширення  і створення міждисциплінарних зв'язків у навчальному предметі чи сфері наукових галузей, педагогічна новація, що дозволяє остаточно інтегрувати  зміст предметів з різним змістом. Міждисциплінарність розвинулась у XX столітті у відповідь на інституціоналізацію та сегментацію академічних досліджень і основні зміни в суспільстві.У Болонських документах міждисциплінарність розглядається як одна з бажаних ознак нової якості вищої освіти. Міждисциплінарність в освіті– це зв’язок між навчальними предметами різних циклів(Наприклад, природньо-математичних і суспільно-гуманітарних наук.)

## Міждисциплінарність у загальній освіті в Україні
Згідно державного стандарту початкової загальної освіти України, зміст освіти передбачає розвиток у учнів міжпредметних  (міждисциплінарних) компетентностей,тобто  навичок  учня  щодо розв'язання міжпредметного кола проблем знаннь, наявність уміннь, навичок, способів діяльності  та ставлення,  які належать до певного кола навчальних предметів і предметних галузей, тобто вимагає вміння до поєднання знань з різних дисциплін. 